# Banu Taym
Al  clan della tribù meccana dei Banū Taym (in arabo بَنُو تَيْم‎?), ovvero Banū Taym ibn Murra, dei Quraysh appartennero alcuni dei personaggi più illustri del primissimo Islam e, in particolare, Abū Bakr - primo califfo della Umma islamica nel 632, dopo la morte di Maometto - e Ṭalḥa b. ʿUbayd Allāh.
Anche il grande giurista Mālik b. Anas, apparteneva al clan, essendo un suo mawlā.
Prima dell'Islam, esso dovette essere uno dei protagonisti centrali della vita politica ed economica della città, dal momento che si parla del ruolo egemonico svolto da ʿAbd Allāh b. Judʿān b. ʿAmr b. Kaʿb. Il clan fece inoltre parte della coalizione degli al-Muṭayyabūn (“i Profumati”), cui avrebbe preso parte anche un giovanissimo Maometto, all'interno del proprio clan dei B. Hāshim, emanazione dei B. ʿAbd Manāf.
L'ascesa nel VII secolo dei Banu Makhzum e dei Banu 'Abd Shams avrebbe offuscato in parte il loro ruolo privilegiato, senza peraltro intaccarne troppo la fama e le ricchezze provenienti dal commercio transarabico.